# Scorpio Peaks
Scorpio Peaks är en bergstopp i Antarktis. Den ligger i Västantarktis. Argentina, Chile och Storbritannien gör anspråk på området. Toppen på Scorpio Peaks är 748 meter över havet.
Terrängen runt Scorpio Peaks är platt åt nordost, men åt sydväst är den kuperad. Trakten är obefolkad. Det finns inga samhällen i närheten.